# Band on the Run
Band on the Run е албум на рок групата Пол Макартни и Уингс, който е издаден през 1973 г. Това е третата колективна продукция на групата. Тя е най-успешният, както и най-таченият албум на Макарти след раздялата на Бийтълс. През 1974 г., това е най-продаваният албум в Обединеното кралство и в Австралия, и критическите позиции на Макартни са съживени.
През 2000 г. списание Кю го поставя под номер 75 в списъка на „100-те най-велики британски албума за всички времена“. През 2012 г., на гласуване от сп. Ролинг Стоун, Band on the Run получава 418-о място в „500-те най-велики албума на всички времена“. В съвременно ревю на Джон Лендо в Ролинг Стоун, албумат е описан като "с изключение на Джон-Ленъновата Plastic Ono Band, най-порядъчната плоча, издадена от който и да е от четирите членове на някогашните Бийтълс."
Това е последният албум на Макартни с компанията Епъл.